# مرکز منطقه‌ای اطلاع‌رسانی علوم و فناوری
مرکز منطقه‌ای اطلاع‌رسانی علوم و فناوری (انگلیسی: Regional Information Center for Science and Technology یا به اختصار RICeST) یک مرکز اطلاعاتی و پژوهشی در شهر شیراز است که به تولید و توزیع اطلاعات علمی در سطح کشورهای واقع در خاورمیانه، آسیای مرکزی، شبه‌قاره هند و شمال آفریقا می‌پردازد.
مرکز منطقه‌ای اطلاع‌رسانی علوم و فناوری یکی از نخستین مراکز اطلاع‌رسانی تمام خودکار کشور ایران است که در حال حاضر اطلاعات چاپی و الکترونیکی را در قالب کتاب، نشریات فارسی و زبان‌های دیگر، دیسک‌های فشرده و پایگاه‌های اطلاعاتی در دو سطح داخلی و منطقه‌ای در اختیار محققان، دانش‌پژوهان و مراکز علمی و تحقیقاتی قرار می‌دهد. این مرکز علاوه بر پایگاه‌های فارسی، لاتین و نشریه‌ها اقدام به ایجاد پایگاه استنادی علوم جهان اسلام (ISC) نموده‌است.

## تاریخچه
مرکز منطقه‌ای اطلاع‌رسانی علوم و فناوری در سال ۱۳۷۰ و در پی منقد کردن تفاهم نامه‌ای میان محمد عبدالسلام برنده جایزه نوبل و رئیس و بنیانگذار فرهنگستان علوم کشورهای جهان سوم و مصطفی معین وزیر وقت علوم تحقیقات و فناوری ایران کار خود را رسماً در شیراز آغاز نمود. جعفر مهراد، استاد گروه کتابداری و اطلاع‌رسانی دانشگاه شیراز، مؤسس این مرکز بود.
مرکز منطقه‌ای اطلاع‌رسانی علوم و فناوری که در ابتدا با عنوان کتابخانه منطقه‌ای علوم و تکنولوژی نامگذاری شد، با هدف بهبود تولید و توزیع اطلاعات علمی در سطح ایران و کشورهای منطقه بنیانگذاری شده‌است. مراد از کشورهای منطقه کشورهای واقع در خاورمیانه، آسیای مرکزی، شبه‌قاره هند و شمال آفریقا است که حدود ۴۰ کشور را پوشش می‌دهد.